# Svartkälstjärnen
Svartkälstjärnen är en sjö i Vindelns kommun i Västerbotten och ingår i Umeälvens huvudavrinningsområde. Sjön har en area på 0,0297 kvadratkilometer och ligger 258 meter över havet. Sjön avvattnas av vattendraget Kvarnbäcken.

## Delavrinningsområde
Svartkälstjärnen ingår i det delavrinningsområde (713437-168116) som SMHI kallar för Ovan 713292-168256. Medelhöjden är 297 meter över havet och ytan är 4,55 kvadratkilometer. Det finns inga avrinningsområden uppströms utan avrinningsområdet är högsta punkten. Kvarnbäcken som avvattnar avrinningsområdet har biflödesordning 3, vilket innebär att vattnet flödar genom totalt 3 vattendrag innan det når havet efter 94 kilometer. Avrinningsområdet består mestadels av skog (96 procent). Avrinningsområdet har 0,03 kvadratkilometer vattenytor vilket ger det en sjöprocent på 0,7 procent.